# Liste des monuments historiques de La Rochelle
Cet article recense les monuments historiques de La Rochelle en France.

## Statistiques
La Rochelle compte 291 édifices comportant au moins une protection au titre des monuments historiques. 28 d'entre eux comportent au moins une partie classée ; les 263 autres sont inscrits.
La Rochelle concentre 35 % des monuments historiques de la Charente-Maritime. Il s'agit de la 3e commune possédant le plus d'édifices protégés en France, après Paris et Bordeaux.
250 protections concernent des habitations (immeubles, maisons, villas), 9 des édifices religieux.

## Liste
| Monument                                             | Adresse                                  | Coordonnées                        | Notice         | Protection     | Date           | Illustration                                         |
| ---------------------------------------------------- | ---------------------------------------- | ---------------------------------- | -------------- | -------------- | -------------- | ---------------------------------------------------- |
| Bastion du Gabut                                     |                                          | 46° 09′ 18″ nord, 1° 09′ 12″ ouest | « PA00105306 » | Inscrit        | 1989           | Bastion du Gabut                                     |
| Café de la Paix                                      | 54 rue Chaudrier                         | 46° 09′ 45″ nord, 1° 09′ 08″ ouest | « PA00104875 » | Classé         | 1984           | Café de la Paix                                      |
| Cathédrale Saint-Louis                               |                                          | 46° 09′ 41″ nord, 1° 09′ 12″ ouest | « PA00104876 » | Classé         | 1906           | Cathédrale Saint-Louis                               |
| Chapelle de l'Espérance                              | 12 Rue des Augustins                     | 46° 09′ 39″ nord, 1° 09′ 10″ ouest | « PA00104877 » | Inscrit        | 1985           | Chapelle de l'Espérance                              |
| Clocher Saint-Jean                                   | Place du Maréchal Foch                   | 46° 09′ 24″ nord, 1° 09′ 21″ ouest | « PA00104878 » | Inscrit        | 1925           | Clocher Saint-Jean                                   |
| Couvent des Augustins de La Rochelle                 | 3 Rue des Augustins                      | 46° 09′ 37″ nord, 1° 09′ 07″ ouest | « PA17000105 » | Inscrit        | 2015           | Image manquante Téléverser                           |
| Couvent des Dames Blanches                           | Place Jean-Baptiste Marcet               | 46° 09′ 36″ nord, 1° 08′ 53″ ouest | « PA00104874 » | Inscrit        | 1980           | Couvent des Dames Blanches                           |
| Église des Carmes                                    | Rue Saint-Jean du Pérot Rue des Carmes   | 46° 09′ 24″ nord, 1° 09′ 16″ ouest | « PA00104879 » | Inscrit        | 1925           | Église des Carmes                                    |
| Église Saint-André-et-Sainte-Jeanne-d'Arc de Fétilly | Rue du Faisan                            | 46° 10′ 18″ nord, 1° 09′ 20″ ouest | « PA17000047 » | Inscrit        | 2002           | Église Saint-André-et-Sainte-Jeanne-d'Arc de Fétilly |
| Église Saint-Pierre de Laleu                         | Rue de l'Église                          | 46° 10′ 13″ nord, 1° 12′ 09″ ouest | « PA00104880 » | Inscrit        | 1925           | Église Saint-Pierre de Laleu                         |
| Église Saint-Sauveur                                 |                                          | 46° 09′ 31″ nord, 1° 09′ 02″ ouest | « PA00104881 » | Classé Inscrit | 1907 1932 1990 | Église Saint-Sauveur                                 |
| Fontaine du Pilori                                   |                                          | 46° 09′ 45″ nord, 1° 08′ 58″ ouest | « PA00104882 » | Inscrit        | 1925           | Fontaine du Pilori                                   |
| Fortifications maritimes                             | Rue sur les Murs                         | 46° 09′ 21″ nord, 1° 09′ 19″ ouest | « PA00104883 » | Classé         | 1889           | Fortifications maritimes                             |
| Fortin des deux moulins                              | Rue des Deux Moulins                     | 46° 09′ 19″ nord, 1° 09′ 32″ ouest | « PA00104884 » | Inscrit        | 1925           | Fortin des deux moulins                              |
| Gare de La Rochelle-Ville                            | Place Semard                             | 46° 09′ 09″ nord, 1° 08′ 43″ ouest | « PA00104885 » | Inscrit        | 1984           | Gare de La Rochelle-Ville                            |
| Groupe scolaire Paul-Doumer                          | 19 rue Gaston-Périer                     | 46° 09′ 49″ nord, 1° 08′ 25″ ouest | « PA17000049 » | Inscrit        | 2002           | Groupe scolaire Paul-Doumer                          |
| Groupe scolaire Pierre-Loti                          | 20 avenue Pierre-Loti                    | 46° 09′ 48″ nord, 1° 10′ 32″ ouest | « PA17000050 » | Inscrit        | 2002           | Groupe scolaire Pierre-Loti                          |
| Hôtel                                                | 3 rue de l'Escale                        | 46° 09′ 36″ nord, 1° 09′ 17″ ouest | « PA00104892 » | Inscrit        | 1965           | Hôtel                                                |
| Hôtel                                                | 15 rue Verdière                          | 46° 09′ 28″ nord, 1° 09′ 17″ ouest | « PA00104893 » | Classé         | 1962           | Hôtel                                                |
| Hôtel de la Bourse                                   | Rue du Palais Rue Admyrault              | 46° 09′ 35″ nord, 1° 09′ 14″ ouest | « PA00104888 » | Classé         | 1929           | Hôtel de la Bourse                                   |
| Hôtel du Commerce                                    | 10, 12 place de Verdun                   | 46° 09′ 47″ nord, 1° 09′ 12″ ouest | « PA17000048 » | Inscrit        | 2002 2003      | Hôtel du Commerce                                    |
| Hôtel de l'Intendance                                | 3bis rue Pernelle                        | 46° 09′ 38″ nord, 1° 09′ 15″ ouest | « PA00104889 » | Inscrit        | 1925 2010      | Hôtel de l'Intendance                                |
| Hôtel Lambertz                                       | 2 rue Gallieni                           | 46° 09′ 38″ nord, 1° 08′ 53″ ouest | « PA17000077 » | Inscrit        | 2007           | Hôtel Lambertz                                       |
| Hôtel Leclerc                                        | 18 rue Réaumur                           | 46° 09′ 31″ nord, 1° 09′ 22″ ouest | « PA00104891 » | Classé         | 1944           | Hôtel Leclerc                                        |
| Hôtel Carré de Candé                                 | 14 rue Bazoges                           | 46° 09′ 40″ nord, 1° 09′ 06″ ouest | « PA17000013 » | Inscrit        | 1997           | Hôtel Carré de Candé                                 |
| Hôtel de préfecture de la Charente-Maritime          | 36, 38, 40 rue Réaumur                   | 46° 09′ 27″ nord, 1° 09′ 26″ ouest | « PA17000072 » | Inscrit        | 2006           | Hôtel de préfecture de la Charente-Maritime          |
| Hôtel de ville                                       |                                          | 46° 09′ 35″ nord, 1° 09′ 05″ ouest | « PA00104890 » | Classé         | 1861           | Hôtel de ville                                       |
| Hôtel de la Villemarais                              | 4 rue de l'Escale                        | 46° 09′ 36″ nord, 1° 09′ 18″ ouest | « PA17000083 » | Inscrit        | 2010           | Hôtel de la Villemarais                              |
| Hôtel François 1er                                   | 8 rue des Augustins 13, 15 rue Bazoges   | 46° 09′ 39″ nord, 1° 09′ 08″ ouest | « PA00104894 » | Classé         | 1926           | Hôtel François 1er                                   |
| Immeuble                                             | 26 rue Dupaty                            | 46° 09′ 37″ nord, 1° 09′ 09″ ouest | « PA00104895 » | Inscrit        | 1925           | Immeuble                                             |
| Immeuble                                             | 9-11, rue Villeneuve                     | 46° 09′ 39″ nord, 1° 08′ 50″ ouest | « PA17000101 » | Inscrit        | 2013           | Image manquante Téléverser                           |
| Collège Eugène Fromentin                             | 18 rue du Collège                        | 46° 09′ 49″ nord, 1° 09′ 01″ ouest | « PA00104896 » | Inscrit        | 1969           | Collège Eugène Fromentin                             |
| Maison                                               | 1 rue Albert-Ier                         | 46° 09′ 51″ nord, 1° 09′ 06″ ouest | « PA00104903 » | Inscrit        | 1928           | Image manquante Téléverser                           |
| Maison                                               | 2 rue Albert-Ier                         | 46° 09′ 47″ nord, 1° 09′ 07″ ouest | « PA00104904 » | Inscrit        | 1928           | Image manquante Téléverser                           |
| Maison                                               | 3 rue Albert-Ier                         | 46° 09′ 48″ nord, 1° 09′ 08″ ouest | « PA00104905 » | Inscrit        | 1928           | Maison                                               |
| Maison                                               | 4 rue Albert-Ier                         | 46° 09′ 48″ nord, 1° 09′ 07″ ouest | « PA00104906 » | Inscrit        | 1928           | Image manquante Téléverser                           |
| Maison                                               | 5 rue Albert-Ier                         | 46° 09′ 48″ nord, 1° 09′ 08″ ouest | « PA00104907 » | Inscrit        | 1928           | Maison                                               |
| Maison                                               | 6bis rue Albert-Ier                      | 46° 09′ 48″ nord, 1° 09′ 07″ ouest | « PA00104908 » | Inscrit        | 1928           | Image manquante Téléverser                           |
| Maison                                               | 7 rue Albert-Ier                         | 46° 09′ 48″ nord, 1° 09′ 08″ ouest | « PA00104909 » | Inscrit        | 1928           | Maison                                               |
| Maison                                               | 8 rue Albert-Ier                         | 46° 09′ 49″ nord, 1° 09′ 07″ ouest | « PA00104910 » | Inscrit        | 1928           | Maison                                               |
| Maison                                               | 9 rue Albert-Ier                         | 46° 09′ 48″ nord, 1° 09′ 08″ ouest | « PA00104911 » | Inscrit        | 1928           | Maison                                               |
| Maison                                               | 10 rue Albert-Ier                        | 46° 09′ 50″ nord, 1° 09′ 07″ ouest | « PA00104912 » | Inscrit        | 1928           | Image manquante Téléverser                           |
| Maison                                               | 11 rue Albert-Ier                        | 46° 09′ 48″ nord, 1° 09′ 08″ ouest | « PA00104913 » | Inscrit        | 1928           | Maison                                               |
| Maison                                               | 12 rue Albert-Ier                        | 46° 09′ 50″ nord, 1° 09′ 07″ ouest | « PA00104914 » | Inscrit        | 1928           | Image manquante Téléverser                           |
| Maison                                               | 13 rue Albert-Ier                        | 46° 09′ 49″ nord, 1° 09′ 08″ ouest | « PA00104915 » | Inscrit        | 1928           | Image manquante Téléverser                           |
| Maison                                               | 15 rue Albert-Ier                        | 46° 09′ 49″ nord, 1° 09′ 08″ ouest | « PA00104916 » | Inscrit        | 1928           | Maison                                               |
| Maison                                               | 15bis rue Albert-Ier                     | 46° 09′ 49″ nord, 1° 09′ 08″ ouest | « PA00104917 » | Inscrit        | 1928           | Image manquante Téléverser                           |
| Maison                                               | 16 rue Albert-Ier                        | 46° 09′ 50″ nord, 1° 09′ 06″ ouest | « PA00104918 » | Inscrit        | 1928           | Image manquante Téléverser                           |
| Maison                                               | 18 rue Albert-Ier                        | 46° 09′ 51″ nord, 1° 09′ 06″ ouest | « PA00104919 » | Inscrit        | 1928           | Image manquante Téléverser                           |
| Maisons                                              | 25 rue Bletterie 3 rue Saint-Sauveur     | 46° 09′ 32″ nord, 1° 09′ 04″ ouest | « PA00104921 » | Inscrit        | 1931           | Maisons                                              |
| Maison                                               | 10 rue Bujaud Rue des Merciers           | 46° 09′ 38″ nord, 1° 09′ 01″ ouest | « PA00104922 » | Inscrit        | 1928           | Image manquante Téléverser                           |
| Maison                                               | 2 rue Chaudrier                          | 46° 09′ 37″ nord, 1° 09′ 12″ ouest | « PA00104923 » | Inscrit        | 1928           | Maison                                               |
| Maison                                               | 3 rue Chaudrier                          | 46° 09′ 37″ nord, 1° 09′ 12″ ouest | « PA00104924 » | Inscrit        | 1928           | Image manquante Téléverser                           |
| Maison                                               | 4 rue Chaudrier                          | 46° 09′ 37″ nord, 1° 09′ 12″ ouest | « PA00104925 » | Inscrit        | 1928           | Maison                                               |
| Maison                                               | 5 rue Chaudrier                          | 46° 09′ 37″ nord, 1° 09′ 12″ ouest | « PA00104926 » | Inscrit        | 1928           | Image manquante Téléverser                           |
| Maison                                               | 6 rue Chaudrier                          | 46° 09′ 38″ nord, 1° 09′ 12″ ouest | « PA00104927 » | Inscrit        | 1928           | Maison                                               |
| Maison                                               | 7 rue Chaudrier                          | 46° 09′ 38″ nord, 1° 09′ 12″ ouest | « PA00104928 » | Inscrit        | 1928           | Image manquante Téléverser                           |
| Maison                                               | 8 rue Chaudrier                          | 46° 09′ 38″ nord, 1° 09′ 11″ ouest | « PA00104929 » | Inscrit        | 1928           | Maison                                               |
| Maison                                               | 9 rue Chaudrier                          | 46° 09′ 38″ nord, 1° 09′ 12″ ouest | « PA00104930 » | Inscrit        | 1928           | Image manquante Téléverser                           |
| Maison                                               | 10 rue Chaudrier                         | 46° 09′ 39″ nord, 1° 09′ 11″ ouest | « PA00104931 » | Inscrit        | 1928           | Image manquante Téléverser                           |
| Maison                                               | 11 rue Chaudrier                         | 46° 09′ 38″ nord, 1° 09′ 12″ ouest | « PA00104932 » | Inscrit        | 1928           | Image manquante Téléverser                           |
| Maison                                               | 11bis rue Chaudrier                      | 46° 09′ 38″ nord, 1° 09′ 12″ ouest | « PA00104933 » | Inscrit        | 1928           | Image manquante Téléverser                           |
| Maison                                               | 12 rue Chaudrier                         | 46° 09′ 39″ nord, 1° 09′ 11″ ouest | « PA00104934 » | Inscrit        | 1928           | Maison                                               |
| Maison                                               | 13 rue Chaudrier                         | 46° 09′ 38″ nord, 1° 09′ 12″ ouest | « PA00104935 » | Inscrit        | 1928           | Image manquante Téléverser                           |
| Maison                                               | 14 rue Chaudrier                         | 46° 09′ 39″ nord, 1° 09′ 11″ ouest | « PA00104936 » | Inscrit        | 1928           | Maison                                               |
| Maison                                               | 15 rue Chaudrier                         | 46° 09′ 38″ nord, 1° 09′ 12″ ouest | « PA00104937 » | Inscrit        | 1928           | Image manquante Téléverser                           |
| Maison                                               | 16 rue Chaudrier                         | 46° 09′ 40″ nord, 1° 09′ 11″ ouest | « PA00104938 » | Inscrit        | 1928           | Image manquante Téléverser                           |
| Maison                                               | 16bis rue Chaudrier                      | 46° 09′ 40″ nord, 1° 09′ 11″ ouest | « PA00104939 » | Inscrit        | 1928           | Image manquante Téléverser                           |
| Maison                                               | 16ter rue Chaudrier                      | 46° 09′ 40″ nord, 1° 09′ 11″ ouest | « PA00104940 » | Inscrit        | 1928           | Maison                                               |
| Maison                                               | 18 rue Chaudrier                         | 46° 09′ 40″ nord, 1° 09′ 11″ ouest | « PA00104941 » | Inscrit        | 1928           | Maison                                               |
| Maisons                                              | 19, 21 rue Chaudrier 2 place Verdun      | 46° 09′ 47″ nord, 1° 09′ 09″ ouest | « PA00104943 » | Inscrit        | 1928           | Maisons                                              |
| Maison                                               | 20 rue Chaudrier                         | 46° 09′ 41″ nord, 1° 09′ 10″ ouest | « PA00104942 » | Inscrit        | 1928           | Maison                                               |
| Maison                                               | 22 rue Chaudrier                         | 46° 09′ 41″ nord, 1° 09′ 10″ ouest | « PA00104944 » | Inscrit        | 1928           | Maison                                               |
| Maison                                               | 24 rue Chaudrier                         | 46° 09′ 41″ nord, 1° 09′ 10″ ouest | « PA00104945 » | Inscrit        | 1928           | Maison                                               |
| Maison                                               | 26 rue Chaudrier                         | 46° 09′ 41″ nord, 1° 09′ 10″ ouest | « PA00104946 » | Inscrit        | 1928           | Maison                                               |
| Maison                                               | 30 rue Chaudrier                         | 46° 09′ 42″ nord, 1° 09′ 10″ ouest | « PA00104947 » | Inscrit        | 1928           | Maison                                               |
| Maison                                               | 32 rue Chaudrier                         | 46° 09′ 42″ nord, 1° 09′ 10″ ouest | « PA00104948 » | Inscrit        | 1928           | Maison                                               |
| Maison                                               | 34 rue Chaudrier                         | 46° 09′ 43″ nord, 1° 09′ 09″ ouest | « PA00104949 » | Inscrit        | 1928           | Maison                                               |
| Maison                                               | 36 rue Chaudrier                         | 46° 09′ 43″ nord, 1° 09′ 09″ ouest | « PA00104950 » | Inscrit        | 1928           | Maison                                               |
| Maison                                               | 38 rue Chaudrier                         | 46° 09′ 43″ nord, 1° 09′ 09″ ouest | « PA00104951 » | Inscrit        | 1928           | Maison                                               |
| Maison                                               | 40 rue Chaudrier                         | 46° 09′ 44″ nord, 1° 09′ 09″ ouest | « PA00104952 » | Inscrit        | 1928           | Maison                                               |
| Maison                                               | 42 rue Chaudrier                         | 46° 09′ 44″ nord, 1° 09′ 09″ ouest | « PA00104953 » | Inscrit        | 1928           | Maison                                               |
| Maison                                               | 44 rue Chaudrier                         | 46° 09′ 44″ nord, 1° 09′ 09″ ouest | « PA00104954 » | Inscrit        | 1928           | Maison                                               |
| Maison                                               | 46 rue Chaudrier                         | 46° 09′ 45″ nord, 1° 09′ 09″ ouest | « PA00104955 » | Inscrit        | 1928           | Maison                                               |
| Maison dite Grande-maison de Lhommée ou Lhoumée      | 48 rue Chaudrier                         | 46° 09′ 45″ nord, 1° 09′ 08″ ouest | « PA00104956 » | Inscrit        | 1928           | Maison dite Grande-maison de Lhommée ou Lhoumée      |
| Maison                                               | 50 rue Chaudrier                         | 46° 09′ 45″ nord, 1° 09′ 08″ ouest | « PA00104957 » | Inscrit        | 1928           | Maison                                               |
| Maison                                               | 60 rue Chaudrier                         | 46° 09′ 46″ nord, 1° 09′ 08″ ouest | « PA00104958 » | Inscrit        | 1928           | Maison                                               |
| Maison                                               | 62 rue Chaudrier                         | 46° 09′ 46″ nord, 1° 09′ 08″ ouest | « PA00104959 » | Inscrit        | 1928           | Maison                                               |
| Maison                                               | 64 rue Chaudrier                         | 46° 09′ 47″ nord, 1° 09′ 08″ ouest | « PA00104960 » | Inscrit        | 1928           | Maison                                               |
| Maison                                               | 66 rue Chaudrier                         | 46° 09′ 47″ nord, 1° 09′ 08″ ouest | « PA00104961 » | Inscrit        | 1928           | Maison                                               |
| Maison                                               | 1 rue Chef-de-Ville                      | 46° 09′ 30″ nord, 1° 09′ 14″ ouest | « PA00104962 » | Inscrit        | 1928           | Maison                                               |
| Maison                                               | 3 rue Chef-de-Ville                      | 46° 09′ 30″ nord, 1° 09′ 14″ ouest | « PA00104963 » | Inscrit        | 1928           | Image manquante Téléverser                           |
| Maison                                               | 5 rue Chef-de-Ville                      | 46° 09′ 30″ nord, 1° 09′ 15″ ouest | « PA00104964 » | Inscrit        | 1928           | Image manquante Téléverser                           |
| Maison                                               | 13 rue Chef-de-Ville                     | 46° 09′ 30″ nord, 1° 09′ 16″ ouest | « PA00104965 » | Inscrit        | 1928           | Image manquante Téléverser                           |
| Maison                                               | 15 rue Chef-de-Ville                     | 46° 09′ 30″ nord, 1° 09′ 16″ ouest | « PA00104966 » | Inscrit        | 1928           | Image manquante Téléverser                           |
| Maison                                               | 17 rue Chef-de-Ville                     | 46° 09′ 30″ nord, 1° 09′ 16″ ouest | « PA00104967 » | Inscrit        | 1928           | Image manquante Téléverser                           |
| Maison                                               | 18 rue Chef-de-Ville                     | 46° 09′ 30″ nord, 1° 09′ 17″ ouest | « PA00104968 » | Inscrit        | 1928           | Image manquante Téléverser                           |
| Maison                                               | 19 rue Chef-de-Ville                     | 46° 09′ 30″ nord, 1° 09′ 17″ ouest | « PA00104969 » | Inscrit        | 1928           | Image manquante Téléverser                           |
| Maison                                               | 20 rue Chef-de-Ville                     | 46° 09′ 30″ nord, 1° 09′ 18″ ouest | « PA00104970 » | Inscrit        | 1928           | Image manquante Téléverser                           |
| Maison                                               | 21 rue Chef-de-Ville                     | 46° 09′ 30″ nord, 1° 09′ 18″ ouest | « PA00104971 » | Inscrit        | 1928           | Image manquante Téléverser                           |
| Maison                                               | 23 rue Chef-de-Ville                     | 46° 09′ 30″ nord, 1° 09′ 18″ ouest | « PA00104972 » | Inscrit        | 1928           | Image manquante Téléverser                           |
| Maison                                               | 25 rue Chef-de-Ville                     | 46° 09′ 30″ nord, 1° 09′ 18″ ouest | « PA00104973 » | Inscrit        | 1928           | Image manquante Téléverser                           |
| Maison                                               | 27 rue Chef-de-Ville                     | 46° 09′ 30″ nord, 1° 09′ 19″ ouest | « PA00104974 » | Inscrit        | 1928           | Image manquante Téléverser                           |
| Maison                                               | 29 rue Chef-de-Ville                     | 46° 09′ 30″ nord, 1° 09′ 19″ ouest | « PA00104975 » | Inscrit        | 1928           | Image manquante Téléverser                           |
| Maison                                               | 31 rue Chef-de-Ville                     | 46° 09′ 30″ nord, 1° 09′ 19″ ouest | « PA00104976 » | Inscrit        | 1928           | Image manquante Téléverser                           |
| Maison                                               | 33 rue Chef-de-Ville                     | 46° 09′ 30″ nord, 1° 09′ 20″ ouest | « PA00104977 » | Inscrit        | 1928           | Image manquante Téléverser                           |
| Maison                                               | 35 rue Chef-de-Ville                     | 46° 09′ 30″ nord, 1° 09′ 20″ ouest | « PA00104978 » | Inscrit        | 1928           | Image manquante Téléverser                           |
| Maison                                               | 37 rue Chef-de-Ville                     | 46° 09′ 30″ nord, 1° 09′ 21″ ouest | « PA00104979 » | Inscrit        | 1928           | Image manquante Téléverser                           |
| Maison                                               | 34 cours des Dames                       | 46° 09′ 26″ nord, 1° 09′ 15″ ouest | « PA00104980 » | Inscrit        | 1928           | Image manquante Téléverser                           |
| Maison                                               | 36 cours des Dames                       | 46° 09′ 25″ nord, 1° 09′ 15″ ouest | « PA00104981 » | Inscrit        | 1928           | Image manquante Téléverser                           |
| Maison                                               | 38 cours des Dames                       | 46° 09′ 25″ nord, 1° 09′ 15″ ouest | « PA00104982 » | Inscrit        | 1928           | Image manquante Téléverser                           |
| Maison                                               | 40 cours des Dames                       | 46° 09′ 25″ nord, 1° 09′ 15″ ouest | « PA00104983 » | Inscrit        | 1928           | Image manquante Téléverser                           |
| Maison                                               | 42 cours des Dames                       | 46° 09′ 25″ nord, 1° 09′ 16″ ouest | « PA00104984 » | Inscrit        | 1928           | Image manquante Téléverser                           |
| Maison                                               | 46 cours des Dames                       | 46° 09′ 25″ nord, 1° 09′ 16″ ouest | « PA00104985 » | Inscrit        | 1928           | Image manquante Téléverser                           |
| Maison                                               | 1 rue Aufrédy                            | 46° 09′ 39″ nord, 1° 09′ 12″ ouest | « PA00104920 » | Inscrit        | 1928           | Image manquante Téléverser                           |
| Maison                                               | 13 rue Dupaty                            | 46° 09′ 36″ nord, 1° 09′ 09″ ouest | « PA00104986 » | Inscrit        | 1928           | Image manquante Téléverser                           |
| Maison                                               | 15 rue Dupaty                            | 46° 09′ 36″ nord, 1° 09′ 09″ ouest | « PA00104987 » | Inscrit        | 1928           | Image manquante Téléverser                           |
| Maison                                               | 17 rue Dupaty                            | 46° 09′ 36″ nord, 1° 09′ 10″ ouest | « PA00104988 » | Inscrit        | 1928           | Image manquante Téléverser                           |
| Maison                                               | 19 rue Dupaty                            | 46° 09′ 36″ nord, 1° 09′ 10″ ouest | « PA00104989 » | Inscrit        | 1928           | Image manquante Téléverser                           |
| Maison                                               | 21 rue Dupaty                            | 46° 09′ 36″ nord, 1° 09′ 10″ ouest | « PA00104991 » | Inscrit        | 1928           | Image manquante Téléverser                           |
| Maison                                               | 25 rue Dupaty                            | 46° 09′ 36″ nord, 1° 09′ 11″ ouest | « PA00104990 » | Inscrit        | 1928           | Maison                                               |
| Maison                                               | 27 rue Dupaty                            | 46° 09′ 36″ nord, 1° 09′ 11″ ouest | « PA00104992 » | Inscrit        | 1928           | Maison                                               |
| Maison                                               | 29 rue Dupaty                            | 46° 09′ 37″ nord, 1° 09′ 12″ ouest | « PA00104993 » | Inscrit        | 1928           | Maison                                               |
| Maison                                               | 31 rue Dupaty                            | 46° 09′ 37″ nord, 1° 09′ 12″ ouest | « PA00104994 » | Inscrit        | 1928           | Maison                                               |
| Maison                                               | 1 rue Eugène-Fromentin Rue du Palais     | 46° 09′ 37″ nord, 1° 09′ 13″ ouest | « PA00104996 » | Inscrit        | 1928           | Image manquante Téléverser                           |
| Maison                                               | 10 rue Eugène-Fromentin Rue Pernelle     | 46° 09′ 38″ nord, 1° 09′ 15″ ouest | « PA00104997 » | Inscrit        | 1928           | Image manquante Téléverser                           |
| Maison                                               | 12 rue Eugène-Fromentin Rue Pernelle     | 46° 09′ 37″ nord, 1° 09′ 15″ ouest | « PA00104998 » | Inscrit        | 1928           | Image manquante Téléverser                           |
| Maison                                               | 35 rue Gargoulleau 36bis rue Chaudrier   | 46° 09′ 43″ nord, 1° 09′ 09″ ouest | « PA00104999 » | Inscrit        | 1928           | Maison                                               |
| Maison                                               | 9 rue des Mariettes Rue des Merciers     | 46° 09′ 37″ nord, 1° 09′ 02″ ouest | « PA00105000 » | Classé         | 1923           | Image manquante Téléverser                           |
| Maison                                               | 4 rue des Merciers                       | 46° 09′ 35″ nord, 1° 09′ 02″ ouest | « PA00105001 » | Inscrit        | 1928           | Maison                                               |
| Maison                                               | 5 rue des Merciers                       | 46° 09′ 35″ nord, 1° 09′ 03″ ouest | « PA00105002 » | Classé         | 1923           | Maison                                               |
| Maison                                               | 6 rue des Merciers                       | 46° 09′ 35″ nord, 1° 09′ 02″ ouest | « PA00105003 » | Inscrit        | 1928           | Image manquante Téléverser                           |
| Maison                                               | 7 rue des Merciers                       | 46° 09′ 36″ nord, 1° 09′ 02″ ouest | « PA00105004 » | Inscrit        | 1928           | Image manquante Téléverser                           |
| Maison                                               | 8 rue des Merciers                       | 46° 09′ 35″ nord, 1° 09′ 02″ ouest | « PA00105005 » | Classé         | 1923           | Maison                                               |
| Maison                                               | 9 rue des Merciers                       | 46° 09′ 36″ nord, 1° 09′ 02″ ouest | « PA00105006 » | Inscrit        | 1928           | Image manquante Téléverser                           |
| Maison                                               | 10 rue des Merciers                      | 46° 09′ 35″ nord, 1° 09′ 02″ ouest | « PA00105007 » | Inscrit        | 1928           | Image manquante Téléverser                           |
| Maison                                               | 11 rue des Merciers                      | 46° 09′ 36″ nord, 1° 09′ 02″ ouest | « PA00105008 » | Inscrit        | 1928           | Image manquante Téléverser                           |
| Maison                                               | 12 rue des Merciers                      | 46° 09′ 36″ nord, 1° 09′ 01″ ouest | « PA00105009 » | Inscrit        | 1928           | Image manquante Téléverser                           |
| Maison                                               | 13 rue des Merciers                      | 46° 09′ 36″ nord, 1° 09′ 02″ ouest | « PA00105010 » | Inscrit        | 1928           | Image manquante Téléverser                           |
| Maison                                               | 14 rue des Merciers                      | 46° 09′ 36″ nord, 1° 09′ 01″ ouest | « PA00105011 » | Inscrit        | 1928           | Image manquante Téléverser                           |
| Maison                                               | 15 rue des Merciers                      | 46° 09′ 36″ nord, 1° 09′ 02″ ouest | « PA00105012 » | Inscrit        | 1928           | Image manquante Téléverser                           |
| Maison                                               | 15bis rue des Merciers                   | 46° 09′ 36″ nord, 1° 09′ 02″ ouest | « PA00105013 » | Inscrit        | 1928           | Image manquante Téléverser                           |
| Maison                                               | 17 rue des Merciers                      | 46° 09′ 37″ nord, 1° 09′ 02″ ouest | « PA00105014 » | Classé         | 1923           | Maison                                               |
| Maison                                               | 18 rue des Merciers                      | 46° 09′ 36″ nord, 1° 09′ 01″ ouest | « PA00105015 » | Inscrit        | 1928           | Image manquante Téléverser                           |
| Maison                                               | 19 rue des Merciers                      | 46° 09′ 37″ nord, 1° 09′ 02″ ouest | « PA00105016 » | Inscrit        | 1928           | Image manquante Téléverser                           |
| Maison                                               | 20 rue des Merciers                      | 46° 09′ 36″ nord, 1° 09′ 01″ ouest | « PA00105017 » | Inscrit        | 1928           | Image manquante Téléverser                           |
| Maison                                               | 21 rue des Merciers                      | 46° 09′ 37″ nord, 1° 09′ 02″ ouest | « PA00105018 » | Inscrit        | 1928           | Image manquante Téléverser                           |
| Maison                                               | 22 rue des Merciers                      | 46° 09′ 36″ nord, 1° 09′ 01″ ouest | « PA00105019 » | Inscrit        | 1928           | Maison                                               |
| Maison                                               | 22bis rue des Merciers                   | 46° 09′ 36″ nord, 1° 09′ 01″ ouest | « PA00105020 » | Inscrit        | 1928           | Image manquante Téléverser                           |
| Maison                                               | 23 rue des Merciers                      | 46° 09′ 37″ nord, 1° 09′ 02″ ouest | « PA00105021 » | Inscrit        | 1928           | Image manquante Téléverser                           |
| Maison                                               | 25 rue des Merciers                      | 46° 09′ 37″ nord, 1° 09′ 02″ ouest | « PA00105022 » | Inscrit        | 1928           | Maison                                               |
| Maison                                               | 29 rue des Merciers                      | 46° 09′ 38″ nord, 1° 09′ 01″ ouest | « PA00105023 » | Inscrit        | 1928           | Image manquante Téléverser                           |
| Maison                                               | 31 rue des Merciers                      | 46° 09′ 38″ nord, 1° 09′ 01″ ouest | « PA00105024 » | Inscrit        | 1928           | Image manquante Téléverser                           |
| Maison                                               | 33 rue des Merciers                      | 46° 09′ 38″ nord, 1° 09′ 01″ ouest | « PA00105025 » | Inscrit        | 1928           | Maison                                               |
| Maison                                               | 33bis rue des Merciers                   | 46° 09′ 38″ nord, 1° 09′ 01″ ouest | « PA00105026 » | Inscrit        | 1928           | Maison                                               |
| Maison                                               | 35 rue des Merciers                      | 46° 09′ 39″ nord, 1° 09′ 01″ ouest | « PA00105027 » | Inscrit        | 1928           | Image manquante Téléverser                           |
| Maison                                               | 37 rue des Merciers                      | 46° 09′ 39″ nord, 1° 09′ 01″ ouest | « PA00105028 » | Inscrit        | 1928           | Image manquante Téléverser                           |
| Maison                                               | 39 rue des Merciers                      | 46° 09′ 39″ nord, 1° 09′ 01″ ouest | « PA00105029 » | Inscrit        | 1928           | Image manquante Téléverser                           |
| Maison                                               | 41 rue des Merciers                      | 46° 09′ 39″ nord, 1° 09′ 01″ ouest | « PA00105030 » | Inscrit        | 1928           | Image manquante Téléverser                           |
| Maison                                               | 43 rue des Merciers                      | 46° 09′ 39″ nord, 1° 09′ 01″ ouest | « PA00105031 » | Inscrit        | 1928           | Image manquante Téléverser                           |
| Maison                                               | 45 rue des Merciers                      | 46° 09′ 39″ nord, 1° 09′ 01″ ouest | « PA00105032 » | Inscrit        | 1928           | Image manquante Téléverser                           |
| Maison                                               | 47 rue des Merciers                      | 46° 09′ 39″ nord, 1° 09′ 01″ ouest | « PA00105033 » | Inscrit        | 1928           | Image manquante Téléverser                           |
| Maison                                               | 49 rue des Merciers                      | 46° 09′ 39″ nord, 1° 09′ 00″ ouest | « PA00105034 » | Inscrit        | 1928           | Image manquante Téléverser                           |
| Maison                                               | 51 rue des Merciers                      | 46° 09′ 40″ nord, 1° 09′ 00″ ouest | « PA00105035 » | Inscrit        | 1942           | Maison                                               |
| Maison                                               | 53 rue des Merciers                      | 46° 09′ 40″ nord, 1° 09′ 00″ ouest | « PA00105036 » | Inscrit        | 1942           | Image manquante Téléverser                           |
| Maison                                               | 55 rue des Merciers                      | 46° 09′ 40″ nord, 1° 09′ 00″ ouest | « PA00105037 » | Inscrit        | 1928           | Image manquante Téléverser                           |
| Maison                                               | 1 rue Mervault Rue du Minage             | 46° 09′ 46″ nord, 1° 09′ 03″ ouest | « PA00105038 » | Inscrit        | 1928           | Image manquante Téléverser                           |
| Maison                                               | 2 rue Mervault Rue du Minage             | 46° 09′ 46″ nord, 1° 09′ 02″ ouest | « PA00105039 » | Inscrit        | 1928           | Image manquante Téléverser                           |
| Maison                                               | 1 rue du Minage                          | 46° 09′ 45″ nord, 1° 08′ 58″ ouest | « PA00105040 » | Inscrit        | 1928           | Image manquante Téléverser                           |
| Maison                                               | 3 rue du Minage                          | 46° 09′ 45″ nord, 1° 08′ 59″ ouest | « PA00105041 » | Inscrit        | 1923           | Image manquante Téléverser                           |
| Maison                                               | 4 rue du Minage                          | 46° 09′ 46″ nord, 1° 08′ 59″ ouest | « PA00105042 » | Inscrit        | 1928           | Image manquante Téléverser                           |
| Maison                                               | 5 rue du Minage                          | 46° 09′ 45″ nord, 1° 08′ 59″ ouest | « PA00105043 » | Inscrit        | 1928           | Image manquante Téléverser                           |
| Maison                                               | 6 rue du Minage                          | 46° 09′ 46″ nord, 1° 08′ 59″ ouest | « PA00105044 » | Inscrit        | 1928           | Image manquante Téléverser                           |
| Maison                                               | 7 rue du Minage                          | 46° 09′ 45″ nord, 1° 08′ 59″ ouest | « PA00105045 » | Inscrit        | 1928           | Image manquante Téléverser                           |
| Maison                                               | 8 rue du Minage                          | 46° 09′ 46″ nord, 1° 09′ 00″ ouest | « PA00105046 » | Inscrit        | 1928           | Image manquante Téléverser                           |
| Maison                                               | 9 rue du Minage                          | 46° 09′ 45″ nord, 1° 08′ 59″ ouest | « PA00105047 » | Inscrit        | 1928           | Image manquante Téléverser                           |
| Maison                                               | 10 rue du Minage                         | 46° 09′ 46″ nord, 1° 09′ 00″ ouest | « PA00105048 » | Inscrit        | 1928           | Image manquante Téléverser                           |
| Maison                                               | 11 rue du Minage                         | 46° 09′ 45″ nord, 1° 09′ 00″ ouest | « PA00105049 » | Inscrit        | 1928           | Image manquante Téléverser                           |
| Maison                                               | 12 rue du Minage                         | 46° 09′ 46″ nord, 1° 09′ 00″ ouest | « PA00105050 » | Inscrit        | 1928           | Image manquante Téléverser                           |
| Maison                                               | 13 rue du Minage                         | 46° 09′ 45″ nord, 1° 09′ 00″ ouest | « PA00105051 » | Inscrit        | 1928           | Image manquante Téléverser                           |
| Maison                                               | 14 rue du Minage                         | 46° 09′ 46″ nord, 1° 09′ 01″ ouest | « PA00105052 » | Inscrit        | 1928           | Image manquante Téléverser                           |
| Maison                                               | 15 rue du Minage                         | 46° 09′ 45″ nord, 1° 09′ 00″ ouest | « PA00105053 » | Inscrit        | 1928           | Image manquante Téléverser                           |
| Maison                                               | 16 rue du Minage                         | 46° 09′ 46″ nord, 1° 09′ 01″ ouest | « PA00105054 » | Inscrit        | 1928           | Image manquante Téléverser                           |
| Maison de l'Auberge du Chêne-Vert                    | 17 rue du Minage                         | 46° 09′ 45″ nord, 1° 09′ 00″ ouest | « PA00105055 » | Inscrit        | 1928           | Image manquante Téléverser                           |
| Maison                                               | 18 rue du Minage                         | 46° 09′ 46″ nord, 1° 09′ 01″ ouest | « PA00105056 » | Inscrit        | 1928           | Image manquante Téléverser                           |
| Maison                                               | 19 rue du Minage                         | 46° 09′ 45″ nord, 1° 09′ 01″ ouest | « PA00105057 » | Inscrit        | 1928           | Image manquante Téléverser                           |
| Maison                                               | 20 rue du Minage                         | 46° 09′ 46″ nord, 1° 09′ 01″ ouest | « PA00105058 » | Inscrit        | 1928           | Image manquante Téléverser                           |
| Maison                                               | 21 rue du Minage                         | 46° 09′ 45″ nord, 1° 09′ 01″ ouest | « PA00105059 » | Inscrit        | 1928           | Image manquante Téléverser                           |
| Maison                                               | 22 rue du Minage                         | 46° 09′ 46″ nord, 1° 09′ 02″ ouest | « PA00105060 » | Inscrit        | 1928           | Image manquante Téléverser                           |
| Maison                                               | 23 rue du Minage                         | 46° 09′ 46″ nord, 1° 09′ 01″ ouest | « PA00105061 » | Inscrit        | 1928           | Image manquante Téléverser                           |
| Maison                                               | 24 rue du Minage                         | 46° 09′ 46″ nord, 1° 09′ 02″ ouest | « PA00105062 » | Inscrit        | 1928           | Image manquante Téléverser                           |
| Maison                                               | 25 rue du Minage                         | 46° 09′ 46″ nord, 1° 09′ 01″ ouest | « PA00105063 » | Inscrit        | 1928           | Image manquante Téléverser                           |
| Maison                                               | 26 rue du Minage                         | 46° 09′ 46″ nord, 1° 09′ 03″ ouest | « PA00105064 » | Inscrit        | 1928           | Maison                                               |
| Maison                                               | 27 rue du Minage                         | 46° 09′ 46″ nord, 1° 09′ 02″ ouest | « PA00105065 » | Inscrit        | 1928           | Image manquante Téléverser                           |
| Maison                                               | 28 rue du Minage                         | 46° 09′ 46″ nord, 1° 09′ 03″ ouest | « PA00105066 » | Inscrit        | 1928           | Image manquante Téléverser                           |
| Maison                                               | 29 rue du Minage                         | 46° 09′ 46″ nord, 1° 09′ 02″ ouest | « PA00105067 » | Inscrit        | 1928           | Image manquante Téléverser                           |
| Maison                                               | 30 rue du Minage                         | 46° 09′ 47″ nord, 1° 09′ 04″ ouest | « PA00105068 » | Inscrit        | 1928           | Image manquante Téléverser                           |
| Maison                                               | 31 rue du Minage                         | 46° 09′ 46″ nord, 1° 09′ 02″ ouest | « PA00105069 » | Inscrit        | 1928           | Image manquante Téléverser                           |
| Maison                                               | 32 rue du Minage                         | 46° 09′ 47″ nord, 1° 09′ 04″ ouest | « PA00105070 » | Inscrit        | 1928           | Image manquante Téléverser                           |
| Maison                                               | 33 rue du Minage                         | 46° 09′ 46″ nord, 1° 09′ 02″ ouest | « PA00105071 » | Inscrit        | 1928           | Image manquante Téléverser                           |
| Maison                                               | 34 rue du Minage                         | 46° 09′ 47″ nord, 1° 09′ 04″ ouest | « PA00105072 » | Inscrit        | 1928           | Image manquante Téléverser                           |
| Maison                                               | 35 rue du Minage                         | 46° 09′ 46″ nord, 1° 09′ 03″ ouest | « PA00105073 » | Inscrit        | 1928           | Image manquante Téléverser                           |
| Maison                                               | 36 rue du Minage                         | 46° 09′ 47″ nord, 1° 09′ 05″ ouest | « PA00105074 » | Inscrit        | 1928           | Image manquante Téléverser                           |
| Maison                                               | 37 rue du Minage                         | 46° 09′ 46″ nord, 1° 09′ 03″ ouest | « PA00105075 » | Inscrit        | 1928           | Image manquante Téléverser                           |
| Maison                                               | 38 rue du Minage                         | 46° 09′ 47″ nord, 1° 09′ 05″ ouest | « PA00105076 » | Inscrit        | 1928           | Image manquante Téléverser                           |
| Maison                                               | 39 rue du Minage                         | 46° 09′ 46″ nord, 1° 09′ 03″ ouest | « PA00105077 » | Inscrit        | 1928           | Image manquante Téléverser                           |
| Maison                                               | 40 rue du Minage                         | 46° 09′ 47″ nord, 1° 09′ 05″ ouest | « PA00105078 » | Inscrit        | 1928           | Image manquante Téléverser                           |
| Maison                                               | 41 rue du Minage                         | 46° 09′ 46″ nord, 1° 09′ 03″ ouest | « PA00105079 » | Inscrit        | 1928           | Image manquante Téléverser                           |
| Maison                                               | 42 rue du Minage                         | 46° 09′ 47″ nord, 1° 09′ 06″ ouest | « PA00105080 » | Inscrit        | 1928           | Image manquante Téléverser                           |
| Maison                                               | 43 rue du Minage                         | 46° 09′ 46″ nord, 1° 09′ 04″ ouest | « PA00105081 » | Inscrit        | 1928           | Maison                                               |
| Maison                                               | 44 rue du Minage                         | 46° 09′ 47″ nord, 1° 09′ 06″ ouest | « PA00105082 » | Inscrit        | 1928           | Image manquante Téléverser                           |
| Maison                                               | 46 rue du Minage                         | 46° 09′ 47″ nord, 1° 09′ 06″ ouest | « PA00105083 » | Inscrit        | 1928           | Image manquante Téléverser                           |
| Maison                                               | 47 rue du Minage                         | 46° 09′ 46″ nord, 1° 09′ 05″ ouest | « PA00105084 » | Inscrit        | 1928           | Image manquante Téléverser                           |
| Maison                                               | 48 rue du Minage                         | 46° 09′ 47″ nord, 1° 09′ 06″ ouest | « PA00105085 » | Inscrit        | 1928           | Image manquante Téléverser                           |
| Maison                                               | 49 rue du Minage                         | 46° 09′ 46″ nord, 1° 09′ 05″ ouest | « PA00105086 » | Inscrit        | 1928           | Image manquante Téléverser                           |
| Maison                                               | 50 rue du Minage                         | 46° 09′ 47″ nord, 1° 09′ 06″ ouest | « PA00105087 » | Inscrit        | 1928           | Image manquante Téléverser                           |
| Maison                                               | 51 rue du Minage                         | 46° 09′ 46″ nord, 1° 09′ 05″ ouest | « PA00105088 » | Inscrit        | 1928           | Image manquante Téléverser                           |
| Maison                                               | 52 rue du Minage                         | 46° 09′ 47″ nord, 1° 09′ 07″ ouest | « PA00105089 » | Inscrit        | 1928           | Image manquante Téléverser                           |
| Maison                                               | 53 rue du Minage                         | 46° 09′ 46″ nord, 1° 09′ 06″ ouest | « PA00105090 » | Inscrit        | 1928           | Image manquante Téléverser                           |
| Maison                                               | 54 rue du Minage                         | 46° 09′ 47″ nord, 1° 09′ 07″ ouest | « PA00105091 » | Inscrit        | 1928           | Image manquante Téléverser                           |
| Maison                                               | 55 rue du Minage                         | 46° 09′ 46″ nord, 1° 09′ 06″ ouest | « PA00105092 » | Inscrit        | 1928           | Image manquante Téléverser                           |
| Maison                                               | 57 rue du Minage                         | 46° 09′ 46″ nord, 1° 09′ 06″ ouest | « PA00105093 » | Inscrit        | 1928           | Image manquante Téléverser                           |
| Maison                                               | 59 rue du Minage                         | 46° 09′ 47″ nord, 1° 09′ 06″ ouest | « PA00105094 » | Inscrit        | 1928           | Image manquante Téléverser                           |
| Maison                                               | 61 rue du Minage                         | 46° 09′ 47″ nord, 1° 09′ 06″ ouest | « PA00105095 » | Inscrit        | 1928           | Image manquante Téléverser                           |
| Maison                                               | 63 rue du Minage                         | 46° 09′ 47″ nord, 1° 09′ 07″ ouest | « PA00105096 » | Inscrit        | 1928           | Image manquante Téléverser                           |
| Maison                                               | 65 rue du Minage                         | 46° 09′ 47″ nord, 1° 09′ 07″ ouest | « PA00105097 » | Inscrit        | 1928           | Image manquante Téléverser                           |
| Maison                                               | 67 rue du Minage                         | 46° 09′ 47″ nord, 1° 09′ 07″ ouest | « PA00105098 » | Inscrit        | 1928           | Image manquante Téléverser                           |
| Maison                                               | 69 rue du Minage                         | 46° 09′ 47″ nord, 1° 09′ 08″ ouest | « PA00105099 » | Inscrit        | 1928           | Image manquante Téléverser                           |
| Maison                                               | 1 rue du Palais                          | 46° 09′ 36″ nord, 1° 09′ 12″ ouest | « PA00105100 » | Inscrit        | 1928           | Maison                                               |
| Maison                                               | 2 rue du Palais                          | 46° 09′ 37″ nord, 1° 09′ 13″ ouest | « PA00105101 » | Inscrit        | 1928           | Image manquante Téléverser                           |
| Maison                                               | 3 rue du Palais                          | 46° 09′ 36″ nord, 1° 09′ 12″ ouest | « PA00105102 » | Inscrit        | 1928           | Maison                                               |
| Maison                                               | 4 rue du Palais                          | 46° 09′ 36″ nord, 1° 09′ 13″ ouest | « PA00105103 » | Inscrit        | 1928           | Image manquante Téléverser                           |
| Maison                                               | 5 rue du Palais                          | 46° 09′ 36″ nord, 1° 09′ 12″ ouest | « PA00105104 » | Inscrit        | 1928           | Image manquante Téléverser                           |
| Maison                                               | 6 rue du Palais                          | 46° 09′ 36″ nord, 1° 09′ 13″ ouest | « PA00105105 » | Inscrit        | 1928           | Image manquante Téléverser                           |
| Maison                                               | 7 rue du Palais                          | 46° 09′ 35″ nord, 1° 09′ 12″ ouest | « PA00105106 » | Inscrit        | 1928           | Image manquante Téléverser                           |
| Maison                                               | 9 rue du Palais                          | 46° 09′ 35″ nord, 1° 09′ 13″ ouest | « PA00105107 » | Inscrit        | 1928           | Image manquante Téléverser                           |
| Maison                                               | 11 rue du Palais                         | 46° 09′ 35″ nord, 1° 09′ 13″ ouest | « PA00105108 » | Inscrit        | 1928           | Image manquante Téléverser                           |
| Maison                                               | 13 rue du Palais                         | 46° 09′ 35″ nord, 1° 09′ 13″ ouest | « PA00105109 » | Inscrit        | 1928           | Image manquante Téléverser                           |
| Maison                                               | 15 rue du Palais                         | 46° 09′ 35″ nord, 1° 09′ 13″ ouest | « PA00105110 » | Inscrit        | 1928           | Image manquante Téléverser                           |
| Maison                                               | 17 rue du Palais                         | 46° 09′ 35″ nord, 1° 09′ 13″ ouest | « PA00105111 » | Inscrit        | 1928           | Image manquante Téléverser                           |
| Maison                                               | 18 rue du Palais                         | 46° 09′ 33″ nord, 1° 09′ 14″ ouest | « PA00105112 » | Inscrit        | 1928           | Image manquante Téléverser                           |
| Maison                                               | 20 rue du Palais                         | 46° 09′ 33″ nord, 1° 09′ 14″ ouest | « PA00105113 » | Inscrit        | 1928           | Image manquante Téléverser                           |
| Maison                                               | 23 rue du Palais                         | 46° 09′ 34″ nord, 1° 09′ 13″ ouest | « PA00105114 » | Inscrit        | 1928           | Image manquante Téléverser                           |
| Maison                                               | 25 rue du Palais                         | 46° 09′ 34″ nord, 1° 09′ 13″ ouest | « PA00105115 » | Inscrit        | 1928           | Image manquante Téléverser                           |
| Maison                                               | 27 rue du Palais                         | 46° 09′ 34″ nord, 1° 09′ 13″ ouest | « PA00105116 » | Inscrit        | 1928           | Image manquante Téléverser                           |
| Maison                                               | 29 rue du Palais                         | 46° 09′ 34″ nord, 1° 09′ 13″ ouest | « PA00105117 » | Inscrit        | 1928           | Image manquante Téléverser                           |
| Maison                                               | 41 rue du Palais                         | 46° 09′ 33″ nord, 1° 09′ 13″ ouest | « PA00105118 » | Inscrit        | 1928           | Image manquante Téléverser                           |
| Maison                                               | 43 rue du Palais                         | 46° 09′ 32″ nord, 1° 09′ 13″ ouest | « PA00105119 » | Inscrit        | 1928           | Image manquante Téléverser                           |
| Maison                                               | 45 rue du Palais                         | 46° 09′ 32″ nord, 1° 09′ 13″ ouest | « PA00105120 » | Inscrit        | 1928           | Image manquante Téléverser                           |
| Maison                                               | 47 rue du Palais                         | 46° 09′ 32″ nord, 1° 09′ 14″ ouest | « PA00105121 » | Inscrit        | 1928           | Image manquante Téléverser                           |
| Maison                                               | 1 rue Pas-du-Minage Impasse Tout-y-Fault | 46° 09′ 43″ nord, 1° 09′ 00″ ouest | « PA00105122 » | Inscrit        | 1924           | Maison                                               |
| Maison                                               | 3 rue Pas-du-Minage Impasse Tout-y-Fault | 46° 09′ 43″ nord, 1° 09′ 00″ ouest | « PA00105123 » | Inscrit        | 1931           | Maison                                               |
| Maison                                               | 1 rue Pernelle                           | 46° 09′ 38″ nord, 1° 09′ 15″ ouest | « PA00105124 » | Inscrit        | 1928           | Maison                                               |
| Maison                                               | 2 rue Pernelle                           | 46° 09′ 37″ nord, 1° 09′ 14″ ouest | « PA00105125 » | Inscrit        | 1928           | Maison                                               |
| Maison                                               | 4 rue Pernelle                           | 46° 09′ 38″ nord, 1° 09′ 14″ ouest | « PA00105126 » | Inscrit        | 1928           | Maison                                               |
| Maison                                               | 6 rue Pernelle                           | 46° 09′ 38″ nord, 1° 09′ 14″ ouest | « PA00105127 » | Inscrit        | 1928           | Maison                                               |
| Maison                                               | 8 rue Pernelle                           | 46° 09′ 38″ nord, 1° 09′ 14″ ouest | « PA00105128 » | Inscrit        | 1928           | Image manquante Téléverser                           |
| Maison                                               | 10 rue Pernelle                          | 46° 09′ 39″ nord, 1° 09′ 14″ ouest | « PA00105129 » | Inscrit        | 1928           | Image manquante Téléverser                           |
| Maison                                               | 12 rue Pernelle                          | 46° 09′ 39″ nord, 1° 09′ 14″ ouest | « PA00105130 » | Inscrit        | 1928           | Maison                                               |
| Maison                                               | 4 rue du Port                            | 46° 09′ 31″ nord, 1° 09′ 06″ ouest | « PA00105131 » | Inscrit        | 1965           | Image manquante Téléverser                           |
| Maison                                               | 6 rue du Port                            | 46° 09′ 31″ nord, 1° 09′ 06″ ouest | « PA00105132 » | Inscrit        | 1965           | Maison                                               |
| Maison                                               | 3 rue Saint-Jean                         | à géolocaliser                     | « PA00105133 » | Inscrit        | 1928           | Image manquante Téléverser                           |
| Maison                                               | 5 rue Saint-Jean                         | à géolocaliser                     | « PA00105134 » | Inscrit        | 1928           | Image manquante Téléverser                           |
| Maison                                               | 7 rue Saint-Jean                         | à géolocaliser                     | « PA00105135 » | Inscrit        | 1928           | Image manquante Téléverser                           |
| Maison                                               | 9 rue Saint-Jean                         | à géolocaliser                     | « PA00105136 » | Inscrit        | 1928           | Image manquante Téléverser                           |
| Maison                                               | 11 rue Saint-Jean                        | à géolocaliser                     | « PA00105137 » | Inscrit        | 1928           | Image manquante Téléverser                           |
| Maison                                               | 13 rue Saint-Jean                        | à géolocaliser                     | « PA00105138 » | Inscrit        | 1928           | Image manquante Téléverser                           |
| Maison                                               | 15 rue Saint-Jean                        | à géolocaliser                     | « PA00105139 » | Inscrit        | 1928           | Image manquante Téléverser                           |
| Maison                                               | 17 rue Saint-Jean                        | à géolocaliser                     | « PA00105140 » | Inscrit        | 1928           | Image manquante Téléverser                           |
| Maison                                               | 19 rue Saint-Jean                        | à géolocaliser                     | « PA00105141 » | Inscrit        | 1929           | Image manquante Téléverser                           |
| Maison                                               | 21 rue Saint-Jean                        | à géolocaliser                     | « PA00105142 » | Inscrit        | 1928           | Image manquante Téléverser                           |
| Maison des Grandes-Écoles                            |                                          | à géolocaliser                     | « PA00104902 » | Classé         | 1924           | Image manquante Téléverser                           |
| Maison au Chien                                      | 1 rue Chaudrier                          | 46° 09′ 37″ nord, 1° 09′ 13″ ouest | « PA00104900 » | Inscrit        | 1928           | Maison au Chien                                      |
| Maison de Diane                                      | Rue des Augustins                        | 46° 09′ 37″ nord, 1° 09′ 11″ ouest | « PA00104897 » | Classé         | 1897           | Maison de Diane                                      |
| Maison de Jean Guiton                                | 3 rue des Merciers                       | 46° 09′ 35″ nord, 1° 09′ 03″ ouest | « PA00104899 » | Classé         | 1923           | Maison de Jean Guiton                                |
| Maison Léon                                          | 36 quai Duperré                          | 46° 09′ 30″ nord, 1° 09′ 11″ ouest | « PA00104995 » | Inscrit        | 1926           | Maison Léon                                          |
| Maison dite de Nicolas Venette                       | Rue Nicolas-Venette 2 rue le l'Abreuvoir | 46° 09′ 37″ nord, 1° 09′ 17″ ouest | « PA00104898 » | Classé         | 1924           | Maison dite de Nicolas Venette                       |
| Maison Pillaud                                       | Rue de la Grosse-Horloge Rue du Temple   | 46° 09′ 30″ nord, 1° 09′ 14″ ouest | « PA00104901 » | Classé         | 1923           | Maison Pillaud                                       |
| Musée des beaux-arts                                 | 30 rue Gargoulleau                       | 46° 09′ 43″ nord, 1° 09′ 06″ ouest | « PA00104887 » | Inscrit        | 1925           | Musée des beaux-arts                                 |
| Musée du Nouveau Monde Hôtel de Fleuriau             | 10 rue Fleuriau                          | 46° 09′ 42″ nord, 1° 09′ 04″ ouest | « PA00104886 » | Classé Inscrit | 1950 1951      | Musée du Nouveau MondeHôtel de Fleuriau              |
| Muséum d'histoire naturelle                          | Rue Albert-Ier                           | 46° 09′ 53″ nord, 1° 09′ 04″ ouest | « PA17000061 » | Inscrit        | 2003           | Muséum d'histoire naturelle                          |
| Palais de justice                                    | 10 Rue du Palais                         | 46° 09′ 36″ nord, 1° 09′ 13″ ouest | « PA00105143 » | Inscrit        | 1925           | Palais de justice                                    |
| Phares d'alignement                                  | Quai Gabut et 31 quai Valin              | 46° 09′ 25″ nord, 1° 08′ 59″ ouest | « PA17000089 » | Inscrit        | 2011           | Phares d'alignement                                  |
| Porte de la Grosse Horloge                           |                                          | 46° 09′ 30″ nord, 1° 09′ 13″ ouest | « PA00105145 » | Classé         | 1978           | Porte de la Grosse Horloge                           |
| Porte Dauphine                                       |                                          | 46° 10′ 05″ nord, 1° 09′ 02″ ouest | « PA00105144 » | Classé         | 1909 1924      | Porte Dauphine                                       |
| Porte Maubec                                         | 6 rue Saint-Louis                        | 46° 09′ 33″ nord, 1° 08′ 47″ ouest | « PA17000014 » | Classé         | 1999           | Porte Maubec                                         |
| Porte Royale                                         |                                          | 46° 09′ 44″ nord, 1° 08′ 35″ ouest | « PA00105146 » | Classé         | 1974           | Porte Royale                                         |
| Slip way                                             | 19 quai Louis-Prunier                    | 46° 09′ 00″ nord, 1° 09′ 07″ ouest | « PA17000051 » | Classé         | 2002           | Slip way                                             |
| Temple protestant                                    | Rue Saint-Michel                         | 46° 09′ 34″ nord, 1° 08′ 59″ ouest | « PA00105147 » | Classé         | 1924           | Temple protestant                                    |
| Tour de la Chaîne                                    |                                          | 46° 09′ 21″ nord, 1° 09′ 15″ ouest | « PA00105148 » | Classé         | 1879           | Tour de la Chaîne                                    |
| Tour de la Lanterne                                  |                                          | 46° 09′ 21″ nord, 1° 09′ 26″ ouest | « PA00105149 » | Classé         | 1879           | Tour de la Lanterne                                  |
| Tour Saint-Nicolas                                   |                                          | 46° 09′ 19″ nord, 1° 09′ 10″ ouest | « PA00105150 » | Classé         | 1879           | Tour Saint-Nicolas                                   |
| Villa Alsace                                         | 7 rue Jeanne-d'Albret                    | 46° 09′ 24″ nord, 1° 09′ 50″ ouest | « PA00105320 » | Inscrit        | 1992           | Villa Alsace                                         |